# Gajin
Gajin（ガジン、本名:中村雅人 （なかむら まさと））は、日本の歌手、作詞家、作曲家、編曲家、音楽プロデューサー。アワーソングスクリエイティブ所属。
東京都出身。名前の雅人（まさと）を音読みにしてGajinと名乗っている。

## 楽曲提供
aki
- 「愛の祈り」（作曲）

新垣仁絵
- 「READY FOR YOU」（編曲）
- 「I'll be there」（作曲・編曲）

今井絵理子
- 「なんくるないさぁ」（作曲・編曲）
- 「はなかっパレード」（編曲・プロデュース）
- 「はなかっパラダイス」（作曲・編曲）
- 「ほろ苦いチョコレート」（編曲）
- 「Doo-Wop」（作曲）
- 「La Verite」（作曲・コーラス）
- 「☆」（作曲）
- 「We can go」（作曲）
- 「just kiddin'」（CDアルバム）（全曲プロデュース）

上戸彩
- 「もしも願いが叶うなら」（共作詞・共作曲・コーラス）（Kohei Sakamaと共作）

AKB48関連
- AKB48
  - 「エリアK」（作曲）
  - 「君に会うたび恋をする」（作曲）
  - 「回遊魚のキャパシティ」（作曲）

- SDN48
  - 「アバズレ」（作曲）

Lfun
- 「Interlude-SING」（プロデュース）
- 「NEXT」（プロデュース）
- 「オレンジ色」（プロデュース）
- 「永遠につづく」（プロデュース）
- 「左目」（プロデュース）
- 「so good」（プロデュース）
- 「風波ワルツ」（プロデュース）

城南海
- 「あさな ゆうな」（作曲）
- 「風人 〜かぜびと〜」（作曲）

楠木あや
- 「夢で起きたこと」（作曲）

郷ひろみ
- 「Extra Times」（作曲）

コタニキンヤ
- 「ロマンティック☆ジャーニー」（作詞）

小柳ゆき
- 「a start」（作曲）

GOLF&MIKE
- 「こころがわり」（作曲）

阪井あゆみ
- 「re-set」（作詞・作曲・編曲）
- 「Fun to the night」（作曲）
- 「tears」（編曲）

堺正章
- 「忘れもの」（作曲）
- 「娘へ」（作曲）

SATOMI'
- 「Strong」（作曲）

さんみゅ〜
- 「初戀」（作曲）

ジャニーズ事務所関連
- 嵐
  - 「Secret Eyes」（作曲）

- A.B.C-Z
  - 「EVERLASTING LOVE」（作曲）

- KAT-TUN
  - 「SPECIAL HAPPINESS」（作曲）
  - 「MY WEATHER」（作曲）

- 関ジャニ∞
  - 「明日」（作詞・作曲）

- KinKi Kids 
  - 「BRAND NEW SONG」（作詞・作曲）
  - 「Destination」（作詞・作曲）
  - 「未完のラブ・ソング」（作詞・作曲・編曲・コーラス）
  - 「Night+Flight」（作詞・作曲）
  - 「walk on...」（作詞）

- SMAP
  - 「弾丸ファイター」（作曲）
  - 「buzzer beater」（作曲・編曲・コーラス）

- NEWS
  - 「Rainbow」（作詞・作曲・編曲）

- V6
  - 「Like it!」（作詞・作曲）
  - 「あの空」（作詞・作曲）

- Ya-Ya-yah
  - 「to the Freedom」（作詞・作曲）

- 四銃士
  - 「Shout!」（作曲）

下川みくに
- 「もう一度君に会いたい」（作曲）

SPEED
- 「Cryin'」（編曲）
- 「Long Way Home」（編曲）

高橋克典
- 「TSUKIKAGE」（作曲）

髙橋真梨子
- 「可笑しなしあわせ」（作曲）

チャン・ナラ
- 「蜃気楼」（作詞）
- 「jump jump」（作詞）
- 「We」（作詞・作曲）

ダンディ坂野
- 「OH! NICE GET's!!」（作曲）

中島美嘉　
- 「DESTINY'S LOTUS」（作曲・コーラス）
- 「GOING BACK HOME」（作曲）

ななのん
- 「Rock NANANON」（作詞・作曲）
- 「Android1617」（作詞）

西野カナ
- 「celtic」（作曲）

パク・ヨンハ
- 「Distance」（共作詞・作曲）（作詞は5963 Production、Shokoと共作）

PaniCrew
- 「shining you」（作曲）
- 「gettin' deeper」（共作詞・作曲・編曲）（作詞はGo、Yo-heyと共作）
- 「Red and Blue」（作曲・コーラスアレンジ）

palet
- 「サマホリ 〜Summer Holic〜」（作詞・作曲）
- 「Fly Away」（作曲）
- 「走ってみた。」（作詞・作曲）
- 「i miss you」（作詞・作曲）

PureBOYS
- 「君の手」（作詞・作曲・編曲）
- 「CAUTION」（作詞・作曲・編曲）
- 「愛 Got You」（作詞・作曲・編曲）
- 「ゼンカイダンス」（作詞・作曲・編曲）
- 「SEASON 〜episodeⅤ〜」（作詞・作曲・編曲）
- 「Sunshine」（作詞）
- 「7 mens」（作詞・作曲）

hitomi
- 「Beat☆」（共作詞・作曲・共編曲）（作詞はhitomiと編曲はヒロキと共作）

平松まゆき
- 「さよならの伝説」（作曲）

FYT
- 「大切なお知らせ」（作曲）

福田沙紀
- 「刹那バイバイ」（作曲）

predia
- 「please please」（作詞・作曲・編曲）
- 「image」（作詞・作曲）

Buono!
- 「バケツの水」（作曲）
- 「君がいれば」（作曲）
- 「OVER THE RAINBOW」（作曲）
- 「タビダチの歌」（作曲）

松岡卓弥
- 「瞬間」（作詞・作曲）
- 「抱きしめる」（作詞・作曲）
- 「ガムシャラ」（作詞・作曲）
- 「『さよなら』の瞬間」（作曲）
- 「三日月」（作詞・作曲）

観月ありさ
- 「Realize」（作詞・作曲）
- 「想い」（作詞・作曲）

米倉利紀
- 「君がすべて」（作曲）
- 「MANHATTAN,NY*****」（作曲）
- 「あの夏の日･･･」（作曲）

YU-A
- 「見守っていたい」（作曲）

リウ・イーフェイ
- 「テノヒラノカナタ」（作曲）

RIO
- 「Say you love me」（作曲・編曲・プロデュース）

Licca
- 「深呼吸して I NEED YOU!」（作曲）

Lead
- 「空の彼方へ」（作詞・作曲）
- 「Here we go」（作詞・作曲・編曲）
- 「Party Tune」（作詞・作曲・編曲）

Le Couple
- 「もう一度」（作曲）

y'z factory
- 「YES,Growing Up！」（作詞・作曲・コーラス）

## ボーカル参加曲
- フジテレビ系ドラマ「恋はあせらず」オリジナル・サウンドトラック収録
  - 「Live Today」
  - 「Somebody Somewhere」
- TBS系ドラマ「L×I×V×E」オリジナル・サウンドトラック収録
  - 「Miles Away」
  - 「Dear Friends」
- 中西圭三CDアルバム『Stay Gold』収録
  - 「ともだち」（作詞・共同作曲・Duet）※中村雅人名義での参加

## ツアー参加
- DA PUMP
- SPEED
- パク・ヨンハ
- 今井絵理子